# David Campbell (Politiker, 1779)

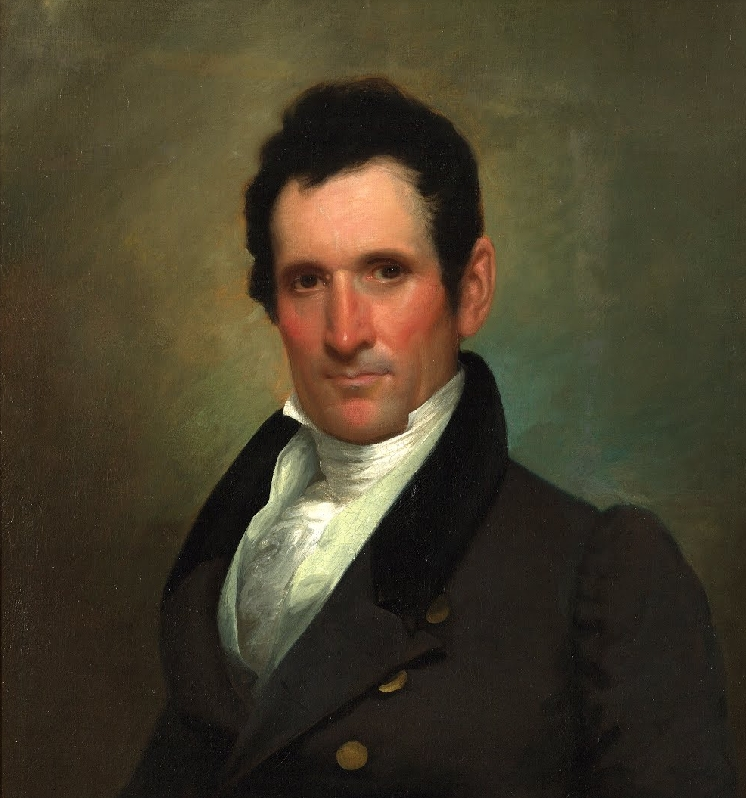
David Campbell

David Campbell (* 2. August 1779 in Royal Oak, Washington County, Virginia; † 19. März 1859 in Abingdon, Virginia) war ein US-amerikanischer Politiker und von 1837 bis 1840 Gouverneur des Bundesstaates Virginia.

## Frühe Jahre und politischer Aufstieg
David Campbell trat mit 15 Jahren der Miliz von Virginia bei, in der er es bis zum Hauptmann brachte. Außerdem war er in Abingdon ein erfolgreicher Kaufmann. Zwischen 1802 und 1812 war er auch bei der Verwaltung des Washington County als Deputy Clerk angestellt. Während des Britisch-Amerikanischen Kriegs von 1812 diente er in den amerikanischen Streitkräften, musste aber aus gesundheitlichen Gründen vorzeitig aus dem aktiven Militärdienst ausscheiden. Unter Gouverneur James Barbour (1812–14) war er Verbindungsoffizier (Aide-de-camp) zwischen der Miliz und dem Gouverneur. Nach einer vorübergehenden Rückkehr in den aktiven Militärdienst bei der Miliz, in der er zum Brigadegeneral befördert wurde, arbeitete er wieder in der Verwaltung des Washington County.

## Gouverneur von Virginia und weiterer Lebenslauf
Zwischen 1820 und 1824 war David Campbell Mitglied des Senats von Virginia und dann wieder Bediensteter des Washington County. Damals wurde er Mitglied der von Andrew Jackson gegründeten Demokratischen Partei, als deren Kandidat er im Jahr 1837 zum Gouverneur seines Staates gewählt wurde. Campbell trat sein neues Amt am 31. März 1837 an und bekleidete es bis zum 31. März 1840. In dieser Zeit wurden einige Gesetze zur Verbesserung der Lage der durch eine Wirtschaftskrise angeschlagenen Banken und Schuldner erlassen. Campbell setzte sich erfolglos für ein in ganz Virginia einheitliches Schulsystem aus. Nach dem Ende seiner Amtszeit war David Campbell als Friedensrichter im Washington County tätig. Er starb am 19. März 1859. Der Ex-Gouverneur war mit Maria Hamilton verheiratet.